# Paris Musketeers
Die Paris Musketeers sind ein American-Football-Team aus Paris, Frankreich, welches seit 2023 in der European League of Football spielt.
Organisiert wird das Team von der Kapitalgesellschaft Les Mousquetaires de Paris. Präsident ist John McKeon, Gründer der Website American Football International (AFI). General Manager ist Sebastian Stolz. Der Head Coach des Teams ist seit 2025 Jack Del Rio, 2001 Super-Bowl-Sieger mit den Baltimore Ravens.

## Geschichte
Paris wurde am 23. September 2022 neben Prag als letzter neuer Standort für die Saison 2023 angekündigt. Name und Logo des neuen Franchises wurden am 23. Januar 2023 bekannt gegeben. Zunächst war das Franchise unter dem Namen Paris Saints aktiv, bis am 27. Februar 2023 die Umbenennung in Paris Musketeers bekannt gegeben wurde.
Am 10. November 2022 stellte das Team mit Mamadou Sy und Mamadou Doumbouya die ersten beiden Spieler vor. Beide hatten in Paris mit dem Football begonnen. Am 14. November kam mit Kyle Sweet der erste US-Amerikaner dazu. Sweet spielte 2022 bei den Barcelona Dragons. Mit 1561 Yards und 17 Touchdowns bei 115 Pässen war er führend in diesen drei Kategorien und wurde als Offensive Player of the Year ausgezeichnet. In Paris spielt er wie in Barcelona mit Zach Edwards zusammen. Der Quarterback führte 2022 die Liga in Passing Yards und Passing Touchdowns an und wurde zweimal MVP der Woche. Am 13. März 2023 wurde das Stade Jean-Bouin als Spielstätte der Musketeers bekannt gegeben.
Das erste Spiel der Musketeers am 3. Juni 2023 bei den Cologne Centurions gewannen die Musketeers mit 24:17. Im ersten Heimspiel unterlag man hingegen den Stuttgart Surge mit 20:29. Es folgten zwei weitere Niederlagen und der erste Heimsieg gegen die Hamburg Sea Devils in Woche 5. Das Team fand sich langsam und konnte das Spiel gegen die Frankfurt Galaxy in Woche 8 bis kurz vor Spielende offen halten, unterlag durch ein Field Goal vier Sekunden vor Schluss mit 21:23. Die letzten vier Spiele konnten die Pariser klar gewinnen. Damit hatten sie am Ende sechs Siege und sechs Niederlagen und beendeten die Saison auf Platz 3 der Western Conference.
In der Offseason 2023/34 konnten die Musketeers weitere französische Spieler von anderen ELF-Teams zu sich holen. Unter anderem verpflichten sie den ELF Defensive Player of the Year Macéo Beard von den Helvetic Guards und den All Star Anthony Mahoungou vom ELF-Champion Rhein Fire. Auf Grund der Olympischen Sommerspiele 2024 mussten die Musketeers alle sechs Heimspiele in den ersten sechs Wochen austragen - das heimische Stade Jean-BouinStade Jean-Bouin diente während Olympia als "Deutsches Haus". In der regulären Saison konnten die Musketeers zehn Siege verbuchen. Allein gegen den Meister Rhein Fire gab es zwei Niederlagen. Paris zog damit als Zweiter der Western Conference in die Playoffs ein. In der Wild-Card-Runde hatte man Heimrecht, auf Grund der zeitgleich in Paris stattfindenden Sommer-Paralympics 2024 musste das Spiel gegen die Munich Ravens im nordfranzösischen Valenciennes ausgetragen werden. Durch ein knappes 40:37 zogen die Musketeers ins Halbfinale ein, wo die Vienna Vikings warteten. In Wien unterlag man deutlich mit 31:47.
Der Head Coach Mattioli wurde frühzeitig für die Saison 2025 verlängert. Im November 2024 trat er jedoch zurück, um in die USA zurückzugehen. Sein Nachfolger wurde Jack Del Rio, unter anderem früher als Head Coach der Jacksonville Jaguars und der Oakland Raiders. Zur Saison 2025 wechseln die Musketeers in das Stade Robert-Bobin in Bondoufle, vor den Toren der französischen Hauptstadt. Im Mai 2025 wurde Sebastian Stolz neuer General Manager. Stolz war zuvor bei den Munich Ravens tätig.

## Statistika

### Platzierungen
| Saison | Conf./Div. | Platz | Spiele | S  | N  | SQ    | P+    | P−  | Diff | Conf | Serie          | Postseason                                                           | Zuschauer Ø |
| ------ | ---------- | ----- | ------ | -- | -- | ----- | ----- | --- | ---- | ---- | -------------- | -------------------------------------------------------------------- | ----------- |
| 2023   | Western    | 3.    | 12     | 6  | 6  | 0,500 | 320   | 277 | +43  | 4:4  | 1S–3N–1S–3N–4S | –                                                                    | 4.043       |
| 2024   | Western    | 2.    | 12     | 10 | 2  | 0,833 | 407   | 242 | +165 | 8:2  | 2S–1N–4S–1N–4S | WC Sieg: Munich Ravens (40:37) HF Niederlage: Vienna Vikings (31:47) | 3.389       |
| 2025   | West       | 2.    | 12     | 7  | 5  | 0,583 | 459   | 177 | +282 | 4:2  |                | –                                                                    |             |
| Summe  | Summe      | Summe | 36     | 23 | 13 | 0,639 | 1.186 | 696 | +490 | 16:8 |                | Wildcard 1–0 Halbfinale 0–1                                          | 3.691       |

(WC: Wildcard, HF: Halbfinale, CG: Championship Game)

### Direkter Vergleich
| Gegner               | erste Begegnung | Regular Season | Regular Season | Regular Season | Regular Season | Regular Season | Regular Season | Regular Season | Play-offs | Play-offs | Play-offs | Play-offs | Play-offs | Höchster Sieg | Höchste Niederlage |
| Gegner               | erste Begegnung | Sp             | S              | N              | SQ             | P+             | P−             | Diff           | S         | N         | P+        | P−        | Diff      | Höchster Sieg | Höchste Niederlage |
| -------------------- | --------------- | -------------- | -------------- | -------------- | -------------- | -------------- | -------------- | -------------- | --------- | --------- | --------- | --------- | --------- | ------------- | ------------------ |
| Barcelona Dragons    | 2023            | 2              | 2              | 0              | 1,000          | 81             | 15             | 0+66           |           |           |           |           |           | 44:90 (2023)  | –                  |
| Berlin Thunder       | 2024            | 2              | 2              | 0              | 1,000          | 75             | 64             | 0+11           |           |           |           |           |           | 35:27 (2024)  | –                  |
| Cologne Centurions   | 2023            | 6              | 6              | 0              | 1,000          | 317            | 68             | +249           |           |           |           |           |           | 74:70 (2025)  | –                  |
| Frankfurt Galaxy     | 2023            | 6              | 3              | 3              | 0,500          | 165            | 130            | 0+35           |           |           |           |           |           | 44:10 (2024)  | 13:30 (2023)       |
| Hamburg Sea Devils   | 2023            | 4              | 4              | 0              | 1,000          | 138            | 74             | 0+64           |           |           |           |           |           | 41:14 (2024)  | –                  |
| Helvetic Mercenaries | 2025            | 2              | 2              | 0              | 1,000          | 139            | 0              | +139           |           |           |           |           |           | 77:00 (2025)  | –                  |
| Madrid Bravos        | 2024            | 2              | 2              | 0              | 1,000          | 44             | 25             | 0+19           |           |           |           |           |           | 29:13 (2024)  | –                  |
| Munich Ravens        | 2024            |                |                |                |                |                |                |                | 1         | 0         | 40        | 37        | +3        | 40:37 (2024)  | −                  |
| Rhein Fire           | 2023            | 6              | 1              | 5              | 0,167          | 119            | 176            | 0−57           |           |           |           |           |           | 31:70 (2025)  | 06:38 (2024)       |
| Stuttgart Surge      | 2023            | 4              | 1              | 3              | 0,250          | 40             | 69             | 0−29           |           |           |           |           |           | 06:00 (2025)  | 08:26 (2025)       |
| Vienna Vikings       | 2024            | 2              | 0              | 2              | 0,000          | 62             | 75             | 0−13           | 0         | 1         | 31        | 47        | –16       | –             | 31:47 (2024)       |

Stand: 16. August 2025
Legende:
| Spiele       | Siege              | Niederlagen           |
| SQ Siegquote | P+ gemachte Punkte | P− gegnerische Punkte |

## Team

### Head Coaches
| # | Name          | Saisons   | Regular Season | Regular Season | Regular Season | Regular Season | Play-offs | Play-offs | Play-offs |
| # | Name          | Saisons   | Spiele         | S              | N              | Siegquote      | Spiele    | S         | N         |
| - | ------------- | --------- | -------------- | -------------- | -------------- | -------------- | --------- | --------- | --------- |
| 1 | Marc Mattioli | 2023–2024 | 24             | 16             | 8              | 0,667          | 2         | 1         | 1         |
| 2 | Jack Del Rio  | 2025–     |                |                |                |                |           |           |           |

### Roster
| Abkürzungen der Spieler-Positionen im American Football | Abkürzungen der Spieler-Positionen im American Football |
| ------------------------------------------------------- | --- |
| Offense                                                 | QB – Quarterback \| RB – Runningback \| FB – Fullback \| TE – Tight End \| E/WR – Wide Receiver \| T – Tackle \| G – Guard \| C – Center |
| Defense                                                 | DT – Defensive Tackle \| DE – Defensive End \| NT – Nose Tackle \| LB – Linebacker \| ILB – Inside Linebacker \| MLB – Middle Linebacker \| OLB – Outside Linebacker \| CB – Cornerback \| NB – Nickelback \| FS – Free Safety \| SS – Strong Safety |
| Special Teams                                           | K – Kicker \| P – Punter \| KS – Kicking Specialist \| KOS – Kickoff Specialist \| LS – Long Snapper \| RS – Return Specialist \| KOR/KR – Kick Returner \| PR – Punt Returner \| PP – Punt Protector                                                |